# 1665 az irodalomban
Az 1665. év az irodalomban.

## Új művek
- 1665–1666 – Megjelennek Brantôme, Pierre de Bourdeille francia író emlékiratai: Vie des hommes illustres et grands capitaines français (nyolc kötet).
- december 4. – Jean Racine (Alexandre le Grand) (Nagy Sándor) című drámájának bemutatója Párizsban.